# Rajd Francji 1995
Rezultaty Rajdu Francji- Korsyki (39. Tour de Corse - Rallye de France), eliminacji Rajdowych Mistrzostw Świata w 1995 roku, który odbył się w dniach 3-5 maja. Była to czwarta runda czempionatu w tamtym roku. Bazą rajdu były miasta Ajaccio, Bastia, Calvi. 

## Wyniki końcowe rajd
| Msc.                   | Kierowca               | Pilot                   | Samochód                  | Czas                   | Strata                 | Grupa                  | Punkty                 |
| Klasyfikacja generalna | Klasyfikacja generalna | Klasyfikacja generalna  | Klasyfikacja generalna    | Klasyfikacja generalna | Klasyfikacja generalna | Klasyfikacja generalna | Klasyfikacja generalna |
| ---------------------- | ---------------------- | ----------------------- | ------------------------- | ---------------------- | ---------------------- | ---------------------- | ---------------------- |
| 1                      | Didier Auriol          | Denis Giraudet          | Toyota Celica GT-Four     | 5:14.49                | 0.0                    | A8 M                   | 20                     |
| 2.                     | François Delecour      | Cathy François          | Ford Escort RS Cosworth   | 5:15.04                | +0:15                  | A8 M                   | 15                     |
| 3.                     | Andrea Aghini          | Sauro Farnocchia        | Mitsubishi Lancer Evo III | 5:15.46                | +0:57                  | A8 M                   | 12                     |
| 4.                     | Carlos Sainz           | Luis Moya               | Subaru Impreza 555        | 5:16.07                | +1:18                  | A8 M                   | 10                     |
| 5.                     | Colin McRae            | Derek Ringer            | Subaru Impreza 555        | 5:16.32                | +1:43                  | A8 M                   | 8                      |
| 6.                     | Piero Liatti           | Alessandro Alessandrini | Subaru Impreza 555        | 5:17.16                | +1:27                  | A8 M                   | 6                      |
| 7.                     | Patrick Bernardini     | Jean-Marc Andrié        | Ford Escort RS Cosworth   | 5:17.54                | +3:05                  | A8 M                   | 4                      |
| 8.                     | Tommi Mäkinen          | Seppo Harjanne          | Mitsubishi Lancer Evo III | 5:19.39                | +4:50                  | A8 M                   | 3                      |
| 9.                     | Philippe Bugalski      | Jean-Paul Chiaroni      | Renault Clio Maxi         | 5:20.25                | +5:36                  | A7                     | 2                      |
| 10.                    | Juha Kankkunen         | Nicky Grist             | Toyota Celica GT-Four     | 5:24.50                | +10:01                 | A8 M                   | 1                      |
| PWRC                   |                        |                         |                           |                        |                        |                        |                        |
| 1 (18)                 | Rui Madeira            | Nuno Rodrigues da Silva | Mitsubishi Lancer Evo II  | 5:43:43                | -                      | N4                     |                        |
| 2 (19)                 | Isolde Holderied       | Christina Thörner       | Mitsubishi Lancer Evo II  | 5:44:49                | +1:06                  | N4 M                   |                        |
| 3 (20)                 | Jorge Recalde          | Martin Christie         | Mitsubishi Lancer Evo II  | 5:46:41                | +2:58                  | N4                     |                        |
| 2L WRC                 |                        |                         |                           |                        |                        |                        |                        |
| 1 (9).                 | Philippe Bugalski      | Jean-Paul Chiaroni      | Renault Clio Maxi         | 5:20.25                | -                      | A7                     |                        |
| 2 (11).                | Jean Ragnotti          | Gilles Thimonier        | Renault Clio Maxi         | 5:27:15                | +6:50                  | A7                     |                        |
| 3 (12).                | Gilles Panizzi         | Hervé Panizzi           | Peugeot 306 S16           | 5:28:22                | +7:57                  | A7                     |                        |

1. ↑  Litera M przy oznaczeniu grupy do której należy samochód oznacza, iż tylko ci kierowcy zdobywali punkty dla swoich zespołów liczonych w klasyfikacji producentów na koniec sezonu.

## Klasyfikacja po 4 rundach
Tabele przedstawiają tylko pięć pierwszych miejsc.

### Kierowcy
| Lp. | Kierowca          | Pkt |
| --- | ----------------- | --- |
| 1   | Carlos Sainz      | 50  |
| 2   | Juha Kankkunen    | 38  |
| 3   | Didier Auriol     | 36  |
| 4   | Francois Delecour | 30  |
| 5   | Tommi Makinen     | 28  |

### Producenci
| Lp. | Producent           | Pkt |
| --- | ------------------- | --- |
| 1   | Mitsubishi Ralliart | 168 |
| 2   | Toyota              | 163 |
| 3   | 555 Subaru WRT      | 145 |
| 4   | R.A.S. Ford         | 143 |